# Naraura
Naraura (ook gespeld als Narora) is een nagar panchayat (plaats) in het district Bulandshahr van de Indiase staat Uttar Pradesh.

## Demografie
Volgens de Indiase volkstelling van 2001 wonen er 20.376 mensen in Naraura, waarvan 54% mannelijk en 46% vrouwelijk is. De plaats heeft een alfabetiseringsgraad van 58%.